# Baldwin (Georgia)
Baldwin – miasto w Stanach Zjednoczonych, w stanie Georgia, w hrabstwie Banks.